# Drab Majesty
Drab Majesty ist ein US-amerikanisches Musikprojekt aus Los Angeles, das 2011 vom Multiinstrumentalisten Deb Demure (Andrew Clinco) gegründet wurde. Drab Majesty kombinieren auf der Bühne androgyne Ästhetik und souveränen Gesang mit futuristischen und okkulten Texten. Der Sänger Deb Demure beschreibt den Musikstil als Tragic Wave. Um eine imposante Bühnenpräsenz zu erzeugen, setzt Demure Kostüme, Make-up und Requisiten ein, die seine von den 1980er Jahren beeinflussten Klanglandschaften aus Synthesizer, Drumcomputer und E-Gitarre unterstützen. Seit 2016 wird Demure von dem Keyboarder und Sänger Mona D (Alex Nicolaou) unterstützt. Die erste EP Unarian Dances wurde 2012 von Demure in Eigenregie veröffentlicht. Dies ist das erste Projekt von Drab Majesty. 2014 unterschrieben sie einen Plattenvertrag bei Dais Records.

## Geschichte und Stil
Die Idee zu Drab Majesty kam Andrew Clinco 2011, während er als Schlagzeuger für die in Los Angeles ansässige Band Marriages arbeitete und daran dachte Musik zu machen, bei der er alle Instrumente selbst spielt. Clinco komponierte daraufhin mehrere Musiktitel, die er allein in seinem Heimstudio aufnahm. Clinco gab bei einem Interview an, dass er beim Abspielen der Musik, die er aufgenommen hatte, ein komisches Gefühl verspürte:

„Es fühlte sich an, als ob eine andere Person die Aufnahmen gemacht hätte. Beim Abhören hatte ich einfach nicht das Gefühl, dass ich mir selbst zuhöre [...] es klang wie von jemanden anderes.“

Drab Majestys erste EP Unarian Dances wurde 2012 im Eigenverlag als Kompaktkassette veröffentlicht, die auf 100 Exemplare limitiert war. Etwas später wurde die EP von Lollipop Records auch als CD veröffentlicht. Der Titel des Albums war von der Unarian Academy inspiriert, einer UFO-Sekte, deren Auftritte Demure in einem Interview als berauschend für sein Alter Ego beschrieb. Die EP, die auch Titel der Sängerin Emma Ruth Rundle enthält, wurde von Clinco als eine Art Space Rock Persiflage beschrieben.
Drab Majesty unterschrieben 2015 bei Dais Records einen Plattenvertrag und veröffentlichten kurz darauf die Single Unknown to the I, die als Lo-fi Stil der 80er Jahre beschrieben wurde. Drab Majestys erstes Album Careless wurde im selben Jahr veröffentlicht. Careless brauchte zwei Jahre bis zur Entstehung. Drab Majesty tourten im selben Jahr mit dem Musikerkollegen King Dude.
Tom Murphy von Westword Magazine aus Denver beschrieb die Bühnenshow von Drab Majesty als „mehr als nur eine Rockshow“ und verglich Demure mit einer religiösen Figur in einem Gottesdienst. 2016 veröffentlichte Dais Records das Album Completely Careless als Kompilation mit zusätzlichen Titeln, die das gesamte bisher erschienene Studiomaterial enthielt. Sie besteht aus den Titeln des Debütalbums und den B-Seiten der Single Unknown to the I sowie fünf weiteren Tracks der Unarian Dances Limited Edition EP, Waiting Game, Silhouette sowie einem Remix von The Foyer.
Im Jahr 2016 erweiterte sich Drab Majesty zu einem Duo mit der Keyboarderin Mona D. Während sie 2016 durch Nordamerika und Europa tourten, wurde Alex Nicolaou, Sohn des Horror-Film-Regisseurs Ted Nicolaou, beauftragt, die Theatralik der Band auf der Bühne zu verbessern. The Demonstration, das zweite Studioalbum von Drab Majesty, wurde im Januar 2017 als Konzeptalbum veröffentlicht, das sich in den Texten kritisch mit der Ideologie von Marshall Applewhite, dem Anführer des Heaven’s Gate Kults und dessen Ufoglauben und Massenselbstmord auseinandersetzt. Ende 2017 veröffentlichten Drab Majesty die Single mit dem Titel Oak Wood zur Feier des 10-jährigen Jubiläums von Dais Records. Der Song wurde zu Ehren von Cash Askew geschrieben, dem Mitbegründer der Band Them Are Us Too, der 2016 beim Brand eines Lagerhauses in Oakland ums Leben kam. Der Titel Oak Wood ist laut Demure eine direkte Anspielung auf Askews Nachnamen. Die B-Seite der Single mit dem Titel Egress ist ein instrumentales Gitarrenstück.
Das Duo war ab 2017 in Nordamerika auf ihrer „Fall from the Sky“ Tour, die sie im Dezember 2018 für einige Konzerte auch nach Europa brachte. 2019 erschien das von Demure und Mona D gemeinsam produzierte Studioalbum Modern Mirror.

## Diskografie
Studio-Alben
- 2015: Careless
- 2017: The Demonstration
- 2019: Modern Mirror

Singles und EPs
- 2012: Unarian Dances
- 2015: Unknown to the I
- 2016: The Heiress / The Demon
- 2017: Oak Wood
- 2019: Ellipsis
- 2019: Long Division
- 2019: Oxytocin
- 2019: Out of Sequence
- 2020: No Rain
- 2023: Drab Majesty – An Object In Motion

Kompilationen
- 2016: Completely Careless 2012–2015